# 月岡栄山
月岡 栄山（つきおか えいざん、生没年不詳）とは江戸時代の堤派の絵師。

## 来歴
3代目堤等琳の門人という。 栄山と号し、文化から文政年間に作画した。浅草山谷に住むという。